# Semiothisa distinguenda
Semiothisa distinguenda là một loài bướm đêm trong họ Geometridae.